# Caden Cunningham
Caden Luis Cunningham (Huddersfield, 7 de marzo de 2003) es un deportista británico que compite en taekwondo.
Participó en los Juegos Olímpicos de París 2024, obteniendo una medalla de plata en la categoría de +80 kg.
En los Juegos Europeos de Cracovia 2023 consiguió una medalla de oro en la categoría de +87 kg. Ganó una medalla de oro en el Campeonato Europeo de Taekwondo de 2024, en la misma categoría.

## Palmarés internacional
| Juegos Olímpicos   | Juegos Olímpicos        | Juegos Olímpicos | Juegos Olímpicos |
| Año                | Lugar                   | Medalla          | Categoría        |
| ------------------ | ----------------------- | ---------------- | ---------------- |
| 2024               | París (Francia)         | Medalla de plata | +80 kg           |
| Juegos Europeos    |                         |                  |                  |
| Año                | Lugar                   | Medalla          | Categoría        |
| 2023               | Krynica-Zdrój (Polonia) | Medalla de oro   | +87 kg           |
| Campeonato Europeo |                         |                  |                  |
| Año                | Lugar                   | Medalla          | Categoría        |
| 2024               | Belgrado (Serbia)       | Medalla de oro   | +87 kg           |